# Martin Petráš
Pour les articles homonymes, voir Petráš.
Martin Petráš, né le 2 novembre 1979 à Bojnice, est un footballeur international slovaque évoluant au poste de défenseur.

## Biographie
Martin Petráš évolue au club slovaque du Baník Prievidza de 1998 à 2000 avant de rejoindre le FK Jablonec où il passe aussi deux saisons. Le Slovaque rejoint ensuite l'AC Sparta Prague, y restant quatre ans avant d'être prêté au Heart of Midlothian en Écosse où il ne joue que cinq matchs. Petráš part ensuite en Italie ; après trois saisons à l'US Lecce, au Trévise FBC et à l'US Triestina Calcio, il s'engage en 2009 avec l'AC Cesena.
Il est sélectionné en équipe de Slovaquie de football où il joue trente-huit matchs.

## Palmarès
- Avec le Sparta Prague 
  - Champion de Tchéquie en 2003 et 2005
  - Vainqueur de la Coupe de Tchéquie en 2004
- Avec Heart of Midlothian
- Vainqueur de la Coupe d'Écosse en 2006